# Mesick (Míchigan)
Mesick es una villa ubicada en el condado de Wexford en el estado estadounidense de Míchigan. En el Censo de 2010 tenía una población de 394 habitantes y una densidad poblacional de 117,02 personas por km².

## Geografía
Mesick se encuentra ubicada en las coordenadas 44°24′12″N 85°43′7″O / 44.40333, -85.71861. Según la Oficina del Censo de los Estados Unidos, Mesick tiene una superficie total de 3.37 km², de la cual 3.35 km² corresponden a tierra firme y (0.38%) 0.01 km² es agua.

## Demografía
Según el censo de 2010, había 394 personas residiendo en Mesick. La densidad de población era de 117,02 hab./km². De los 394 habitantes, Mesick estaba compuesto por el 96.7% blancos, el 0.25% eran afroamericanos, el 1.02% eran amerindios, el 0% eran asiáticos, el 0.25% eran isleños del Pacífico, el 0.76% eran de otras razas y el 1.02% pertenecían a dos o más razas. Del total de la población el 3.3% eran hispanos o latinos de cualquier raza.